# Needhamella ehrhardti
Needhamella ehrhardti är en dagsländeart som först beskrevs av Georg Ulmer 1920.  Needhamella ehrhardti ingår i släktet Needhamella och familjen starrdagsländor. Inga underarter finns listade i Catalogue of Life.